# Werk Dossaccio

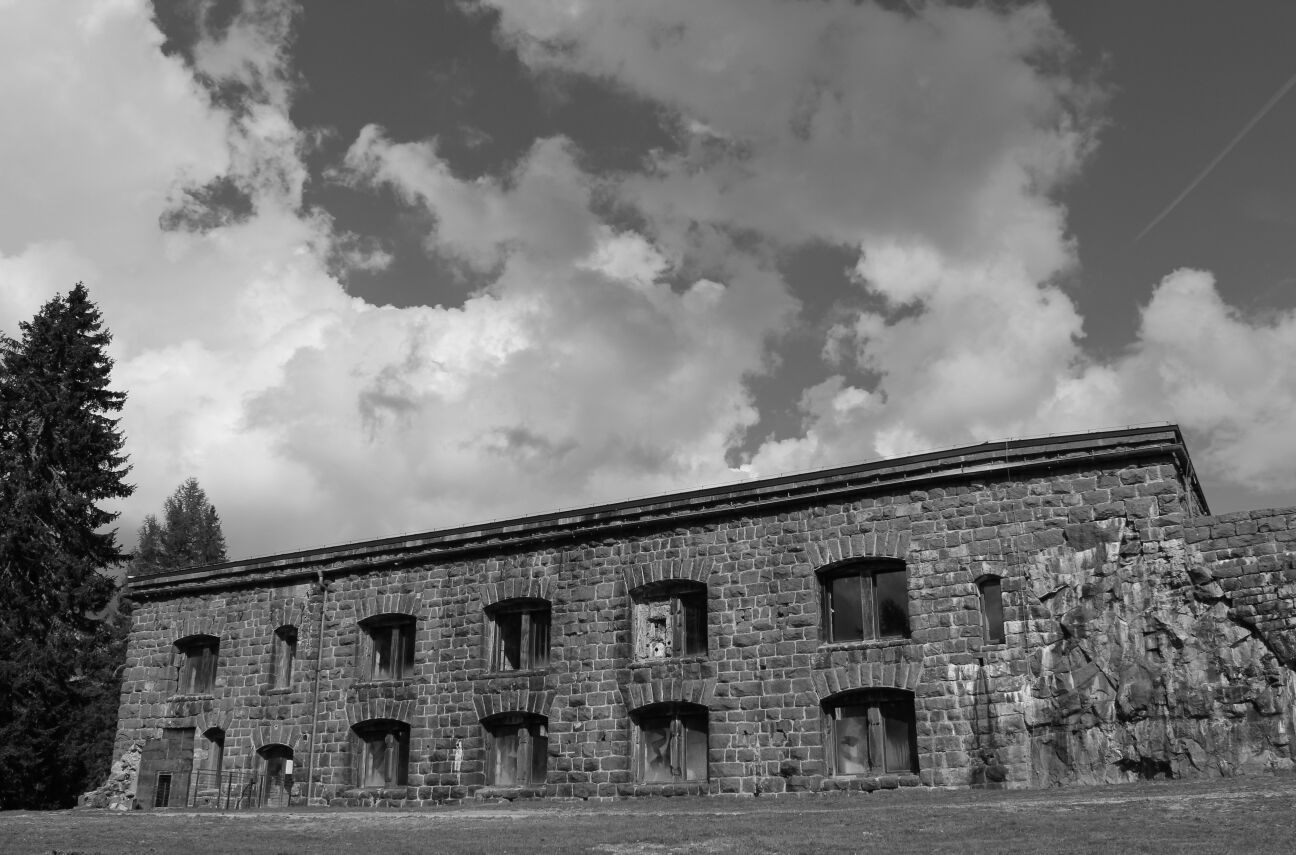
Werk Dossaccio, Kehlseite im Jahre 2017

Das Werk Dossaccio war eine als Fernkampfwerk gebaute österreichisch-ungarische Festung in den Dolomiten. Sie war Teil der Sperre Paneveggio, zu der noch die Straßensperre Albuso gehörte. Das Werk Dossaccio gehörte mit dem Werk Moena zum Grenzabschnitt 8 des IV. Subrayon des „Rayon Tirol“ des österreichischen Festungswerkes an der Grenze zu Italien. Die Festung verteidigte das Tal des Flusses Travignolo vor Angriffen über den Vallespass und den Rollepass und somit den Zugang zum Fassatal und zum Fleimstal. Das Bauwerk zählt zu den best erhaltenen Festungen dieser Zeit und gehört zu den Sehenswürdigkeiten der Region.

## Lage
Das Werk Dossaccio (italienisch Forte Dossaccio) liegt in der Provinz Trient, Region Trentino-Südtirol, etwa 1,2 km Luftlinie westlich von Paneveggio, einem Ortsteil von Predazzo. Die Festung wurde in 1883 m Höhe auf einem runden Bergrücken errichtet, der Elefantenrücken genannt wird (ital. Dossaccio). Der Bergrücken gehört zur Cima di Lusia (2494 m). Die Festung bietet ein freies Schussfeld auf den Rollepass und den Vallespass sowie den Bergkamm nördlich des Elefantenrückens. Die Festung kann über die alte Frontstraße (heute eine Forststraße) zu Fuß in 1½ Stunden erreicht werden, wobei ein Höhenunterschied von etwa 300 Metern zu überwinden ist. Der Weg zweigt vom Rollepass kommend etwa 100 Meter hinter Paneveggio (1530 m) von der Staatsstraße SS 50 nach rechts ab und erreicht die Festung über den Col de Cheta (1683 m). Das Werk Dossaccio kann auch über die alte Werkstraße vom Werk Albuso aus erreicht werden.

## Strategische Bedeutung
Der k.u.k. Generalstab hatte 1881 und 1882 darauf verzichtet den Sperrriegel Primiero und Bassa Valsugana zu errichten. Im Jahr 1883 plante der Fortifikationsspezialist  Feldmarschallleutnant Julius Vogl eine neue Verteidigungslinie bei Paneveggio und bei Moena im Fassatal. Das Werk Dossaccio bei Paneveggio sollte dabei nicht direkt im Kampffeld mitwirken, sondern aus sehr großer Distanz und aus sicherer Position das Kampfgelände mit der Artillerie abdecken. Das Werk Dossaccio sollte das Travignolotal mit dem Vallespass und dem Rollepass kontrollieren sowie ein mögliches Eindringen in das Fleimstal über den Kamm des Colbricon verhindern. Weiter sollte die Festung einen eventuellen Einbruch des Gegners über den nördlichen Bergrücken der Fleinstaler Berge aus Richtung der Cima di Lusia, Cima Juribrutto und Cima di Bocche unterbinden. Außerdem sollte die Festung einen Angriff von Perdazzo aus abblocken, falls das Fleimstal über den Monte Cauriol erobert werden sollte.

## Bau und Ausstattung
Das Werk Dossaccio gehört zur zweiten Festungsgeneration Österreich-Ungarns, deren Konzeption maßgeblich auf Julius Vogl zurückgeht. Hier wurde der  Wechselwirkung zwischen Panzerung und Geschütz große Bedeutung beigemessen. Die Werke wurden noch als hohe Schutzanlage ausgeführt, verfügten aber schon über gepanzerte Kasematten für Geschütze sowie drehbare Panzerkuppeln. Unterkünfte der Besatzung und die Magazine waren aber noch eng mit den Gefechtstrakten verbunden, was bei einem Volltreffer die Mannschaft und die Versorgung der Festung gefährdete.
Die Nord-Süd ausgerichtete Festung wurde zwischen 1886 und 1900 als fünfeckige Kasematte ausgeführt. Sie bestand aus akkurat bearbeiteten Porphyrquadern und Beton. Im Inneren verlief ein zentraler Korridor der sowohl zu den Schlafräumen als auch zu den Lagerräumen führte. Die Munitionslager befanden sich in der Nähe der Geschützstellungen. Um die ganze Anlage herum führte ein Werksgraben. An der Frontseite der Festung hatte er eine Tiefe von etwa sechs Metern und an der Kehlseite, zum Bergrücken hin, von etwa zwei Metern. Als zusätzlicher Schutz war das Werk von einem 12 m breiten, gitternetzartigen Drahtverhau zur Nahverteidigung umgeben. Der Frontgraben war durch einen betonierten Koffer geschützt, der mit Maschinengewehren bewaffnet war. Eine Poterne führte zu einem dem Werk vorgelagerten Anlagenbereich mit einem Turm mit drei Scheinwerfern, einer mit einem 90-cm-Reflektor und zwei mit 21-cm-Reflektoren. Ein benzinbetriebener Generator lieferte Strom für die Innenbeleuchtung des Werks sowie für die Scheinwerfer. Das Werk verfügte noch über drei gepanzerte Beobachtungsstände. Zur Tarnung war das Werk in grau-grüner Farbe angestrichen worden.
Die Bewaffnung bestand aus vier 10-cm-Turmhaubitzen unter Panzerkuppeln, vier M80 Minimalschartenkanonen in Steinkasematten mit Panzerschilden des Kalibers 12 cm  und 12 Maschinengewehren  Schwarzlose des Kalibers 8 mm. Die Garnison umfasste fast 200 Soldaten; in Friedenszeiten fünf Offiziere und 167 Soldaten, in Kriegszeiten drei Offiziere und 195 Soldaten. Andere Quellen geben eine etwas höhere Besatzung an.
Um die Festung herum wurde ein Bauverbotsrayon (BVR) festgelegt. Dieser gliederte sich nach der damaligen Schussweite der Artillerie in ein „engerers“ und ein „weiterers“ Rayon. Im engeren Rayon galt bis auf eine Entfernung von 570 m (300 Klafter) vor der Befestigung ein absolutes Bauverbot. Im weiteren Bauverbotsrayon durften bis 1.140 m (600 Klafter) Bauten unter bestimmten Auflagen errichtet werden.
Die Festung wurde 1912 modernisiert. Sie war autark und verfügte über Lager, Vorratsräume, Wohnräume und Belüftungskanäle, die den Luftaustausch im Inneren ermöglichten. Unweit des Kehlgrabens befand sich ein Sammelbecken, das Regenwasser von einer 52 m² großen Fläche sammelte. Das Werk verfügte über optisch-telegrafische und telefonische Verbindungen mit den Werken Albuso und Moena sowie der Telefonzentrale in Predazzo und in San Martino.

## Bedeutung im Kriegsverlauf

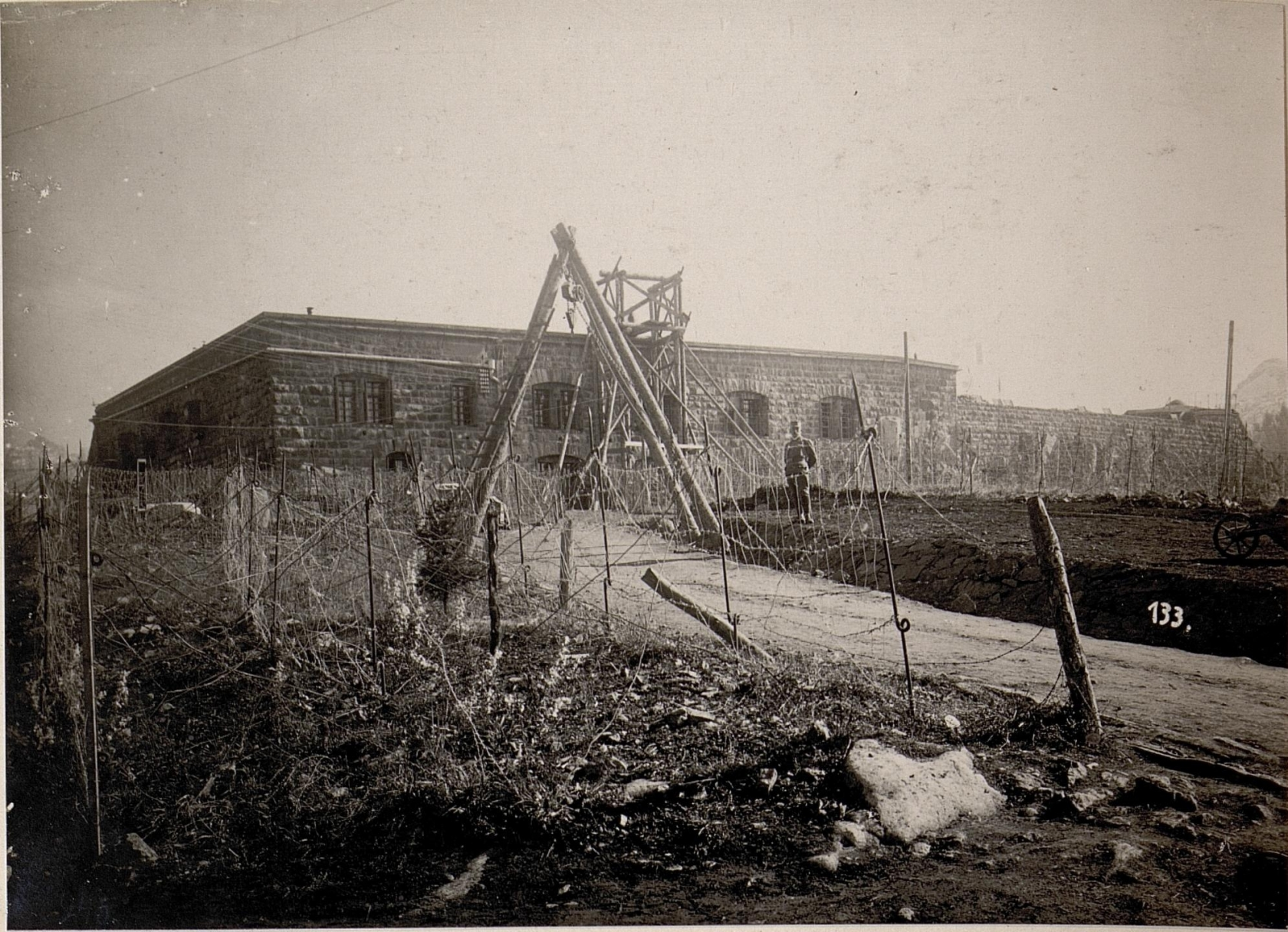
Desarmierung des Werks Dossaccio im Juli 1915

Nach dem italienischen Kriegseintritt in den Ersten Weltkrieg im Mai 1915 herrschte die Furcht, dass Dossaccio, wegen der älteren Bauart, starkem italienischen Beschuss mit Geschossen des Kalibers 28 cm nicht standhalten könne. Der Verlust der Festungsartillerie hätte die Fleimstaler Front nachhaltig geschwächt. Aus diesem Grund wurde schon 1915 damit begonnen, die Festung zu desarmieren. Dieser Prozess war erst im Laufe des Jahres 1916 abgeschlossen. Die Geschütze wurden in der Nähe der Festung gut getarnt in Stellung gebracht und waren voll einsatzfähig. Um die Desarmierung zu verschleiern, wurden am Verdeck der Festung an Stelle der Panzerkuppeln baugleiche Betonkuppeln mit Baumstämmen als Geschützrohr-Attrappen angebracht. Damit stellte die Festung auch nach der Desarmierung noch ein Ziel für die italienische Artillerie dar.
In den Jahren 1915 und 1916 war das Werk Dossaccio direkt an Kriegshandlungen beteiligt und leistete Unterstützung gegen italienische Einbruchversuche am Rollepass und im Bereich des Colbricon. Die Festung wurde bei diesen Angriffen stark beschossen. Zur Überraschung der Experten hielten die aus riesigen Prophyrquadern bestehende Mauern den 28 cm Geschossen stand. Der Grund lag wohl in der hervorragenden, spaltenfreien Verfugung der Quader.

## Heutiger Zustand der Ruine
Im Jahr 1978 war das Werk Dossaccio noch in bemerkenswert gutem Zustand, obwohl es vor 1900 vollendet wurde und ab 1918 keine Ausbesserungsarbeiten mehr erfolgten. Die Verfugung mit Beton zwischen der Prophyrquadern wiesen kaum Risse oder Sprünge auf. Ausbetonierte, in die Tiefe führende Schächte zeigten einen nahezu makellosen Zustand. Das Restaurierungsprojekt der Autonomen Provinz Trient, das 2014 abgeschlossen wurde, sah eine Restaurierung der Anlage vor, bei der die „Stratigrapie der Ruine“ erhalten bleiben sollte. Die Innenräume wurden gesichert, ohne die Spuren der ehemaligen Nutzung zu zerstören. Teilweise wurden die nach dem Krieg entfernten Holzfußböden rekonstruiert.

## Besichtigung
Am Besucherzentrum des Naturparks Paneveggio-Pale di San Martino in Paneveggio befindet sich ein großer Parkplatz. Auf der SS 50 biegt ca. 100 m bergab in Richtung Predazzo, nach einer Brücke rechts ein Waldweg ein. Dieser führt in ca. 1½ Stunden sanft, aber stetig ansteigend zur Festung. Auf dem letzten Stück des Weges befinden sich Kavernen und Stollen, die wahrscheinlich als Munitions- und Vorratslager für die Haubitzen dienten, nachdem diese 1916 in den umliegenden Wald verlegt wurden. Ein Grenzstein mit den Initialen BVR (Bauverbotsrayon) weist das Gebiet als österreichisch-ungarisches Militärgelände aus und damit als damalige Zone mit Bauverbot.
Anfang 2014 wurden die Arbeiten zur Restaurierung und Konservierung des Bauwerks abgeschlossen. Die Restaurierung umfasste die Wiederherstellung der Korridore und Innenräume sowie die Einrichtung von Ausstellungsräumen mit Objekten aus dem Ersten Weltkrieg. Der Zugang zum Inneren der Festung ist nur noch mit Führungen möglich (Stand Sommer 2020).